# Хемимонтус
Хемимонтус или Хемимонтум, Хемимонт (на латински: Haemimontus или Haemimontium) е римска провинция, обособена като административно подразделение на новосъздадения диоцез Тракия през 294 г. при административните реформи на император Диоклециан.

## История
Провинция Хемимонтус обхваща източната част на днешната Горнотракийска низина и части от днешна Северна Турция и Гърция. Съседни провинции са Мизия на север, Тракия на запад, Родопа на югозапад и Европа на юг. На изток Хемимонтус граничи с Черно море (Понтос Евксинос). Включвала е днешните Бургаска, Сливенска, Ямболска, Старозагорска и Хасковска области, Димотишко и Одринско.
Главен град на провинцията е Адрианопол, а други важни градове са Анхиало, Девелт, Акве Калиде, Месемврия и Аугуста Траяна, Дамполис. По Черноморското крайбрежие градовете са свързани чрез римския път Виа Понтика (т.н. Морски път или Черноморски път). Друга пътна връзка е представлявала Виа Милитарис и нейните отклонения на изток към Акве Калиде, Девелт и Черно море, и на север през Стара планина към Марцианополис и Никополис ад Иструм. Няколко пътища в посока север-юг и изток-запад са преминавали през Странджа планина.